# 美馬町
美馬町（みまちょう）は、徳島県美馬市の町丁。2010年10月1日現在の人口は8,324人、世帯数は2,869世帯。郵便番号は〒771-2101〜771-2107。
また、本項目ではかつて徳島県に存在した美馬郡美馬町についても述べる。同町は2005年3月1日に穴吹町、脇町、木屋平村と合併して美馬市となった。町域は現在の美馬市美馬町に当たる。

## 地理
美馬市の北部に位置。吉野川左岸に位置し、東は脇町、南は美馬郡つるぎ町、西は香川県まんのう町・三好市に接する。
地内の中央を国道438号が縦断し、南部を徳島県道12号鳴門池田線が横断する。
北の讃岐山脈から南端を東西に流れる吉野川に向けて南へ、山地・台地（河岸段丘）・扇状地・平地が、それぞれ狭小ながら展開するなかを中野谷川、鍋倉谷川が南流し、吉野川に注いでいる。
讃岐山脈の最高峰である竜王山が香川県境にある。

### 山岳
- 三頭山
- 竜王山

### 河川
- 吉野川
- 中鳥川
- 中野谷川
- 鍋倉谷川

### 島嶼
- 中鳥島 - 吉野川の川中島。

### かつて隣接していた自治体
- 徳島県
  - 三好郡 三野町
  - 美馬郡 半田町、貞光町、脇町
- 香川県
  - 香川郡 塩江町
  - 仲多度郡 琴南町

### 大字
町内においてはいかなる大字も編成せず、それに代えてかつての自治体名に由来する町名を編成している。そのため平成の大合併前は、自治体名の直下に小字が並ぶ構造だった。
1957年（昭和32年）3月31日の自治体としての美馬町成立以前は、旧郡里町域に大字郡里と大字郡里山が存在し、旧重清村域はそれ自体が大字にあたる系統だったが、美馬町成立時にいずれも消滅している。

## 歴史
- 1957年（昭和32年）3月31日 - 郡里町・重清村が合併して美馬町が発足。
- 2005年（平成17年）3月01日 - 脇町・穴吹町・木屋平村と合併して美馬市が発足。同日美馬町廃止。

### 町名の変遷
| 実施前             | 実施年月日                  | 実施前                     | 実施年月日                  | 実施前           | 実施年月日                 | 実施後           |
| ------------------ | --------------------------- | -------------------------- | --------------------------- | ---------------- | -------------------------- | ---------------- |
| 美馬郡郡里村字○○   | 1889年 （明治22年） 10月1日 | 美馬郡郡里町大字郡里字○○   | 1957年 （昭和32年） 3月31日 | 美馬郡美馬町字○○ | 2005年 （平成17年） 3月1日 | 美馬市美馬町字○○ |
| 美馬郡郡里山村字○○ | 1889年 （明治22年） 10月1日 | 美馬郡郡里町大字郡里山字○○ | 1957年 （昭和32年） 3月31日 | 美馬郡美馬町字○○ | 2005年 （平成17年） 3月1日 | 美馬市美馬町字○○ |
| 美馬郡重清村字○○   | 1889年 （明治22年） 10月1日 | 美馬郡重清村字○○           | 1957年 （昭和32年） 3月31日 | 美馬郡美馬町字○○ | 2005年 （平成17年） 3月1日 | 美馬市美馬町字○○ |

## 教育

### 高等学校
- 徳島県立池田支援学校美馬分校

### 中学校

美馬市立美馬中学校

- 美馬市立美馬中学校

### 小学校
- 美馬市立美馬小学校

### かつて存在した学校
- 徳島県立美馬商業高等学校（徳島県立つるぎ高等学校に統合）
- 美馬市立切久保小学校（2008年より休校）
- 美馬市立重清東小学校
- 美馬市立重清西小学校
- 美馬市立郡里小学校
- 美馬市立喜来小学校
- 美馬市立芝坂小学校
- 美馬市立重清北小学校

## 施設

### 公共施設
- 美馬中継局
- 美馬市立郷土博物館

### 公園
- 西部健康防災公園
  - 徳島県立西部防災館
  - 美馬市吉野川河畔ふれあい広場
- 水辺の楽校中鳥川公園
- 池月公園
- 寺町公園

### 企業
- デイリーマート本社

### 社寺・史跡
- 寺町 - とくしま88景選定
- 安楽寺 - にし阿波お勧めビューポイント100選選定
- 願勝寺 - 阿波西国三十三観音霊場、新四国曼荼羅霊場68番札所。
- 林照寺
- 西教寺
- 常念寺
- 段の塚穴 - 国指定史跡
- 郡里廃寺跡 - 国指定史跡
- 青木家住宅 - 国の登録有形文化財
- 伊射奈美神社 - にし阿波お勧めビューポイント100選選定
- 八坂神社
- 天都賀佐比古神社
- 天津賀佐彦神社
- 正部神社
- 玉振神社
- 重清城址

### その他
- 四国三郎の郷
- 美馬スカイスポーツ
- 美馬モーターランド - とくしま88景選定
- 相栗峠

## 交通

### 道路
高速道路
- 徳島自動車道
  - 美馬インターチェンジ

一般国道
- 国道438号

都道府県道
- 徳島県道・香川県道7号美馬塩江線
- 徳島県道12号鳴門池田線
- 徳島県道127号美馬半田線

### 橋梁
- 美馬橋 - 国道438号。吉野川。
- 青石橋 - 徳島県道127号美馬半田線。吉野川。

## 出身者
- 北岡秀二 - 政治家
- 都築頼助 - 教育者・都築学園グループ創始者
- 中本茂樹 - プロ野球選手
- 藤本英男 - レスリング選手・1968年メキシコシティオリンピック銀メダリスト
- 牧田久 - 政治家